# 柏木香乃
柏木 香乃（かしわぎ かの）は、日本の漫画家。

## 来歴
幼少期から『セーラームーン』や『ポケットモンスター』の絵を描いていたが、漫画のない環境で育ったため漫画を読むことはなかった。しかし小学校低学年のときに友人に勧められたことをきっかけに『らんま1/2』を読み、「こんなにおもしろい漫画があるなんて！」と衝撃を受ける。
美大に進学して版画を専攻していたためデザイン系の職に就くことを考えていたが、就職活動の際に周囲の人物と自身とを比較して「この人たちと競っていい企業に就職するなんて無理だな」と感じ、就職を諦めて漫画家になることを決める。
2019年8月5日、Twitterに投稿した『ツレないメイドがポンコツ主人の世話をする話』が大きな反響を呼び、マガジンポケットでの週刊連載『メイドの岸さん』に繋がる。
2022年、『週刊少年マガジン』にて『きみが女神ならいいのに』を連載開始。

## 作品リスト

### 漫画作品
- 凡例
  - 〈種〉連載か読切かで2種に大別。
  - 〈収録〉未：書籍の単行本未収録。

|  | 連載作品 |  | 読切作品 |

|    | 作品名                       | 種   | 発行                               | 掲載                                              | 収録                                                              | 注記                                                         |
| -- | ---------------------------- | ---- | ---------------------------------- | ------------------------------------------------- | ----------------------------------------------------------------- | ------------------------------------------------------------ |
| 1  | しずくマリアージュ！         | 読切 | 芳文社                             | まんがタイムきららキャラット 2013年9月号, 10月号  | 未                                                                | デビュー作品。 ゲスト掲載。                                  |
| 2  | モラトリアム★男子めし        | 連載 | ソニー・デジタルエンタテインメント | comicエスタス                                     | 未                                                                |                                                              |
| 3  | Wake Up,Girls! リーダーズ    | 連載 | 秋田書店                           | チャンピオンクロス 2017年7月18日 - 2018年12月18日 | —                                                                 | 原作・監修：Green Leaves 『Wake Up, Girls!』のコミカライズ。 |
| 4  | ときめきヒールちゃん         | 連載 | パピレス                           | Renta! 2019年10月11日 -                           | 未                                                                |                                                              |
| 5  | 荒鬼くんとハナマル委員長     | 読切 | 一迅社                             | 2020年2月4日                                      | 『“尊すぎて読めなァァァァァァい!!”4Pショート・ストーリーズ』第2巻 |                                                              |
| 6  | トライアングル・ブックエンド | 連載 | KADOKAWA                           | COMICフルール 2020年2月12日 -                     | 未                                                                |                                                              |
| 7  | メイドの岸さん               | 連載 | 講談社                             | マガジンポケット 2020年5月5日 - 2021年10月5日     | —                                                                 |                                                              |
| 8  | 恋にうつつを抜かすべからず!! | 読切 | 講談社                             | 週刊少年マガジン 2021年7号                        | 未                                                                |                                                              |
| 9  | きみが女神ならいいのに       | 連載 | 講談社                             | 週刊少年マガジン 2022年21号 - 2022年49号          | —                                                                 |                                                              |
| 10 | 叶寿々子の恋とニセモノ       | 読切 | 講談社                             | 月刊少年ガンガン 2023年12月号                     | 未                                                                |                                                              |

### 書籍
- 『Wake Up,Girls! リーダーズ』、秋田書店〈少年チャンピオン・コミックス・エクストラ〉、2017年[17] - 2019年、全3巻 - 原作・監修：Green Leaves、書籍刊行は第1巻のみ[18]。
- 『メイドの岸さん』、講談社〈KCデラックス〉、2020年[19] - 2022年[14]、全6巻
- 『きみが女神ならいいのに』、講談社〈講談社コミックス〉、2022年[20] - 2023年[21]、全3巻